# Memory Games
Memory Games es un documental alemán escrito y dirigido por Janet Tobias y Claus Wehlisch, que aborda las competiciones de los atletas mentales, las cuales incluyen pruebas como memorizar una serie aleatoria de números y reproducir el orden de una baraja de cartas desordenada. El documental se encuentra en la plataforma de Netflix.
Los atletas de la memoria que aparecen en el documental son: Yanjaa Wintersoul (Suecia), Simon Reinhard y Johannes Mallow (Alemania), Alex Mullen y Nelson Dellis (Estados Unidos).Todos ellos han sido ganadores de más de algún Campeonato de Memoria, tanto de su país de procedencia como a nivel mundial. Otro personaje destacado que tiene presencia en el filme es Andy Fong, presidente del Consejo de deportes de memoria de Asia, quien prepara a algunos atletas para este tipo de competiciones.
Además se contó con la participación de los investigadores del Donders Institute, Martin Dresler y Boris Konrad, expertos en estudios de la memoria, quienes proporcionaron muchos aportes científicos para la realización del documental.

## Resumen
El documental es sobre cinco atletas de memoria (Yanjaa Wintersoul, Nelson Dellis, Johannes Mallow, Simon Reinhard y Alex Mullen), los cuales compiten en las olimpiadas mundiales de memoria. Ellos cuentan algunas de sus técnicas, con las cuales logran memorizar tantas cosas; también comparten datos personales como su primera vez memorizando, y las imágenes e historias que generan para memorizar. Cada uno de los atletas comparte la razón por la cual comenzaron a competir y sus sentimientos cuando no ganan; también comparten parte de su rutina diaria. Estos atletas se dedican a compartir sus conocimientos a otros, dando clases o conferencias.
En el documental también se menciona cómo están estructuradas las competencias, cuáles son los retos o desafíos que se pueden observar en ellas.
Otro factor que aparece en el documental es la explicación de un científico respecto a la diferencia de los cerebros entre el de un atleta de memoria y el de alguien normal.